# Henry Litolff
Henry Charles Litolff (Londres, Anglaterra, 6 de febrer de 1818 - París, França, 6 d'agost de 1891) fou un compositor i pianista anglès.
Fill d'un alsacià i una anglesa, feu els seus primers estudis de piano amb un mestre desconegut, fins que, havent-lo escoltat un dia el cèlebre Moscheles, quedà tan ben impressionat de la seva disposició, que decidí agafar-lo sota la seva tutela. Als dotze anys ja s'havia fet aplaudir en un concert que donà en el Covent Garden, però poc temps després hagué de sortir de Londres per haver-se casat amb una jove contra la voluntat dels seus pares, refugiant-se en una capital de província francesa on es guanyava penosament la subsistència.
El 1840 feu un concert a París, i des de llavors començà la seva reputació, que augmentà considerablement en un viatge que va fer a Bèlgica. De 1841 a 1844 fou director d'orquestra a Varsòvia, després va recórrer per Alemanya i els Països Baixos aconseguint èxits clamorosos, tant com a pianista com a compositor, i durant la Revolució de 1848 es trobà a Viena entre els insurgents, però es retirà a temps, i es refugià a Braunschweig, on entaulà amistat amb un editor de música anomenat Mayer, que morí poc temps després i que amb la vídua del qual Litolff es casà, convertint-se ensems en editor, però cansat de la vida tranquil·la i sedentària dels negocis i enyorant els seus triomfs de concertista cedí, el 1860, la casa editorial al seu fill adoptiu i fixà la seva residència a París.
Divorciat per segona vegada, va contraure matrimoni en terceres núpcies amb la comtessa de Larochefoucauld, i continuà arrossegant una existència atzarosa i desigual, tan aviat gaudint del favor dels públics aristocràtics i dels intel·lectuals, tan aviat dirigint algun cafè-concert del raval de París. El compositor és com l'home, i així, en les seves obres, al costat de belleses de primer orde, apareixen pàgines d'un gust lamentable. Berlioz exercia una influència real sobre Litolff, que havia aconseguit assimilar-se la forma de l'autor de la Damnation de Faust, però mancava de l'originalitat melòdica, del sentiment poètic i de la gràcia suau i exquisida que caracteritzant Berlioz.
Com a pianista també era més brillant que clàssic, però la seva execució era a propòsit per entusiasmar als públics. Les seves millors obres són els cinc Concerts-simfonies, per a piano i orquestra, component a més, gran nombre de les anomenades peces brillants, per aquest instrument: Un trio, una marxa fúnebre a la memòria de Giacomo Meyerbeer, un concert per a violí, Ruth et Booz (oratori), i moltes melodies vocals.
Per al teatre compongué: Die Brant von kynast (òpera, Brunswick, 1847), Rodrigue de Tolède (òpera que restà inèdita), Les Templiers (òpera, Brussel·les, 1886, La boîte de Pandora (opereta), Héloîse et Abélard (opereta), La belle au bois doramnt (opereta), La fiancée du roi de Garbe, La Mandragore (opereta), Le chevalier Nahel (opereta); i L'escadron volant de la reine (opereta, 1888).